# Darwin Atapuma
Darwin Atapuma (Túquerres, Nariño, 15 de enero de 1988) es un ciclista profesional colombiano. Desde 2023 corre para el equipo turco Beykoz Belediyesi Spor Kulübü de categoría Continental.

## Trayectoria
Empezó como ciclista profesional en el equipo Colombia es Pasión-Café de Colombia en donde estuvo entre 2009 y 2011, Luego pasó al equipo profesional continental Colombia en donde corrió durante dos temporadas. En el 2013 consiguió una etapa de alta montaña en el Tour de Polonia, tras permanecer en una fuga y después pelear en el último kilómetro con el francés Christophe Riblon.
En la Vuelta a España 2016 consiguió el maillot rojo de líder de la ronda española tras una escapada en la cuarta etapa. Lo mantuvo hasta la octava etapa, en la cual lo perdió en favor de su compatriota Nairo Quintana.
En 2017 participó en el Campeonato Nacional de Ruta de su país, donde ocupó la 4.ª posición. En la Vuelta al País Vasco, sufrió una caída que le produjo fractura de muñeca, lo cual le impidió asistir al Giro de Italia. Tomó parte en el Tour de Francia, y se destacó en 2 etapas de alta montaña, donde estuvo muy cerca de ganar la etapa 18, logrando finalmente el segundo puesto de esta, lo que le valió para recibir el premio de la combatividad de ese día.

## Palmarés
2006
- Vuelta del Porvenir de Colombia

2007
- 2 etapas de la Vuelta al Ecuador

2008
- Campeonato de Colombia en Ruta  [6]

2009
- 1 etapa del Tour de Beauce

2012
- 3.º en el Campeonato de Colombia en Ruta
- 1 etapa del Giro del Trentino

2013
- 1 etapa del Tour de Polonia

2016
- 1 etapa de la Vuelta a Suiza

2021
- 1 etapa de la Vuelta a Colombia

## Resultados en Grandes Vueltas y Campeonatos del Mundo
Durante su carrera deportiva ha conseguido los siguientes puestos en las Grandes Vueltas y en los Campeonatos del Mundo:
| Carrera         | Carrera         | 2012 | 2013 | 2014 | 2015 | 2016 | 2017 | 2018 | 2019 | 2020 | 2021 | 2022 |
| --------------- | --------------- | ---- | ---- | ---- | ---- | ---- | ---- | ---- | ---- | ---- | ---- | ---- |
|                 | Giro de Italia  | —    | 18.º | —    | 16.º | 9.º  | —    | 61.º | —    | —    | —    | —    |
|                 | Tour de Francia | —    | —    | Ab.  | —    | —    | 41.º | 69.º | —    | —    | —    | —    |
|                 | Vuelta a España | —    | —    | —    | 56.º | 32.º | 20.º | —    | 61.º | —    | —    | —    |
| Mundial en Ruta | Mundial en Ruta | —    | 34.º | —    | —    | —    | —    | —    | —    | —    | —    | —    |

-: No participa
Ab: Abandono

## Equipos
- Chocolate Sol (amateur, 2006)
- Orgullo Paisa (amateur, 2007-2008)
- Colombia es Pasión (2009-2011)
  - Colombia es Pasión-Coldeportes (2009)
  - Café de Colombia-Colombia es Pasión (2010)
  - Colombia es Pasión-Café de Colombia (2011)
- Colombia-Coldeportes/Colombia (2012-2013)
  - Colombia-Coldeportes (2012)
  - Colombia (2013)
- BMC Racing Team (2014-2016)
- UAE Team Emirates (2017-2018)
- Cofidis, Solutions Crédits[7] (2019)
- Colombia Tierra de Atletas-GW Bicicletas[8] (2020-2022)
- Beykoz Belediyesi Spor Kulübü (2023)